# Casa museo Fantoni
La casa museo Fantoni ha sede a Rovetta e raccoglie le opere prodotte nel corso dei secoli dalla famiglia di intagliatori, scultori e architetti dei Fantoni (Fantonum de Rascarolo), tra cui quelle dello scultore Andrea Fantoni (1659 – 1734). La casa museo Fantoni è gestita dalla Fondazione Fantoni, ente morale di diritto privato, istituita nel 1968 dal dott. Giuseppe Fantoni.
La casa museo Fantoni è stata segnalata come luogo del cuore dal FAI.

## L'edificio

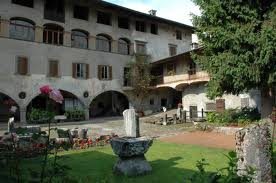
Il cortile della casa museo

L'edificio presenta un severo fronte unitario su strada e una complessa articolazione  delle facciate sulla corte interna.
Dall'interno appare evidente la successione delle edificazioni e degli interventi, che a partire da un nucleo originario del tipo casatorre del XIII-XIV secolo, hanno portato all'aggiunta di corpi nel XV e nel XVI secolo, fino a raggiungere la configurazione attuale, completata tra il XVIII e il XIX secolo.Caratteristici dell'architettura locale sono i porticati aperti a sud lungo il cortile (corte), i locali con copertura a volta (sìlter) che vi affacciano e i loggiati ai piani superiori. Tipica anche la presenza del brolo, ampio spazio verde affacciato sul cortile, tenuto ad orto e frutteto. I portoncini d'ingresso sulla via Fantoni e il portone carrabile sulla via Vittorio Veneto sono stati disegnati da Donato Andrea Fantoni intorno al 1785, nel corso di lavori di abbellimento che hanno interessato parti del complesso edilizio.

## La Fondazione
La Fondazione Fantoni ha come principali finalità la conservazione, lo studio e la promozione del patrimonio d'arte e di storia derivato dall'attività della bottega di scultura dei Fantoni di Rovetta (secc. XV - XIX).Oltre a questo impegno specifico di carattere culturale ed educativo si propone come centro di ricerca storica, artistica ed etnografica sul territorio, facendosi promotrice di iniziative volte alla conoscenza e alla rivalutazione della cultura locale.
La Fondazione ha sede nell'antica casa-bottega dei Fantoni e gestisce il museo che in essa è allestito. Creato nel 1968 dall'ultimo discendente della famiglia, raccoglie documenti, schizzi, modelli ed opere della famiglia che ebbe in Andrea il proprio esponente di spicco. Sede della fondazione Fantonum de Rascarolo, celebra tutti gli esponenti della famiglia stessa, da Grazioso, padre di Andrea, a Giovanni, famosi intarsiatori, fino a Luigi, letterato e tipografo dal carattere stravagante.
È retta da un Consiglio di Amministrazione composto da sette membri, che eleggono il presidente pro tempore.

## La collezione
Nella casa museo Fantoni si conservano da secoli pergamene, libri e registri antichi, corrispondenza, memorie, contratti, disegni, bozzetti e modelli di legno e di creta nonché semilavorati ed alcune opere di legno o di marmo e i ritratti ad olio degli antenati.

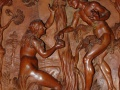
Adamo ed Eva in una scultura Fantoni

Particolarmente interessanti i bozzetti e i modelli di creta o di legno perché modelli di prima ispirazione per l'esecuzione di opere e molto assortiti come tipologia, dall'elemento decorativo, al particolare architettonico, alla statuaria.
Il patrimonio artistico della Fondazione Fantoni annovera disegni, opere in legno e in marmo, modelli in terracotta, legno e gesso e dipinti. Deriva in prevalenza dalla produzione fantoniana del Seicento e del Settecento, che annovera un numero eccezionale di realizzazioni sacre e profane, diffuse nel territorio bergamasco e bresciano, con un repertorio che abbraccia praticamente ogni tipo di arredo religioso e di immagine devozionale e che arriva ad affrontare la grande scala architettonica con la progettazione e l'esecuzione di alcuni edifici chiesastici.
Nelle collezioni grafiche, oltre al corpus fantoniano, legato alla produzione della bottega di scultura (secc. XV - XIX), sono conservati fondi provenienti da altri ambienti artistici, entrati a scopo di aggiornamento nei repertori della bottega nel corso della sua attività e accresciuti in seguito per le ambizioni collezionistiche di alcuni esponenti della famiglia. Nelle collezioni plastiche si contano in prevalenza modelli e opere elaborati dalle diverse generazioni di maestri Fantoni tra il secolo XVI e il XVIII. Le raccolte artistiche annoverano inoltre una galleria di ritratti dei membri della famiglia Fantoni, una collezione di dipinti datati tra il XVI e il XVIII secolo e arredi d'epoca. 

## L'archivio e la biblioteca
A queste raccolte si affianca un fondo, di prevalente interesse storico, costituito da un ricchissimo archivio storico che conserva memorie e documenti  relativi alle opere fantoniane e ai loro processi di produzione: libri mastri riguardanti l'attività e la gestione economica della bottega, contratti di lavoro, epistolari e notizie.
Il fondo archivistico è completato da una piccola biblioteca storica e da una raccolta di pergamene risalenti ai secoli tra il XIV e il XVIII riguardanti la storia locale.